# Heeresgruppe B
Heeresgruppe B war die Bezeichnung für zwei verschiedene Heeresgruppenkommandos des Heeres der Wehrmacht während des Zweiten Weltkrieges. Sie waren Oberkommando jeweils wechselnder Armeen sowie zahlreicher Spezialtruppen. In ihrer ersten Formation war die Heeresgruppe im Westfeldzug im Einsatz und wie in der Mittelphase des Krieges gegen die Sowjetunion dem Oberkommando des Heeres unterstellt, in Italien und später an der Westfront dem Oberbefehlshaber Süd bzw. West und damit mittelbar dem Oberkommando der Wehrmacht.

## Werdegang

### Erste Formation (1939–1941)
Die erste Heeresgruppe B entstand am 12. Oktober 1939 durch Umbenennung der aus Polen nach Westdeutschland verlegten Heeresgruppe Nord. Die Heeresgruppe B bildete im ersten Teil (Fall Gelb) des mit drei Heeresgruppen unternommenen Westfeldzuges den nördlichen Flügel und rückte durch die Niederlande und Belgien zur französischen Ärmelkanalküste vor. Im sich anschließenden Fall Rot stieß die Heeresgruppe B auf dem westlichen Flügel von der Kanalküste und der Somme aus südwärts bis auf Paris und an die südliche Atlantikküste vor. Am 16. August 1940 wurde die Heeresgruppe B nach Ostpreußen und in das Generalgouvernement verlegt und mit Beginn des Krieges gegen die Sowjetunion in Heeresgruppe Mitte umbenannt.

### Zweite Formation (1942–1945)

#### Ostfront 1942/43
Eine neue Heeresgruppe B entstand am 9. Juli 1942 an der sowjetischen Front, als die Heeresgruppe Süd zur Durchführung der geplanten Sommeroffensive (Fall Blau) in die Heeresgruppen A und B geteilt wurde. Das Heeresgruppenkommando Süd blieb bestehen und wurde in Heeresgruppenkommando B umbenannt, im Süden entstand eine neue Heeresgruppe A. Operationsziele der Heeresgruppe B waren die Wolga und Stalingrad. Während der Operation Uranus wurde die Front der Heeresgruppe B am 21. November 1942 nördlich und südlich von Stalingrad von der Roten Armee durchbrochen. Die 6. Armee, sowie Teile der 4. Panzerarmee und rumänischen 4. Armee wurden dabei in Stalingrad eingeschlossen. Die bei Stalingrad stehenden Verbände der Heeresgruppe wurden jetzt der eilig aus dem Oberkommando der 11. Armee aufgestellten Heeresgruppe Don (von Manstein) unterstellt. Es folgten weitere Durchbrüche der Roten Armee im Bereich der Heeresgruppe B, unter anderem am 18. Dezember während der Mittleren Don-Operation und am 14. Januar 1943 während der Operation Ostrogoschsk-Rossosch. Am 9. Februar 1943 wurde das Heeresgruppenkommando, das nach der Zerschlagung der unterstellten italienischen und ungarischen Armeen nur noch die 2. Armee und die Armeeabteilung Lanz führte, aus der Kommandostruktur der Ostfront herausgelöst und in die Heimat zurückverlegt. Die 2. Armee wurde dabei der Heeresgruppe Mitte, die Armeeabteilung Lanz der Heeresgruppe Don zugeteilt.

#### Westeuropa 1943–1945
Mit dem Heeresgruppenkommando B und dem Arbeitsstab Rommel wurde am 19. Juli 1943 in München wieder eine aktive Heeresgruppe B aufgestellt. Sie wurde kurz nach der Landung der Alliierten in Sizilien gebildet. Nach dem Verlust Siziliens wurde sie zur Unterstützung der italienischen Verteidigung gegen die Invasion des Festlandes nach Oberitalien verlegt. Nach Bekanntwerden des Waffenstillstands von Cassibile mit General Dwight D. Eisenhower am 8. September wurden unter der Bezeichnung Fall Achse italienische Truppen entwaffnet, gefangen genommen und wichtige Punkte besetzt. Am 26. November 1943 wurde das Heeresgruppenkommando B aufgelöst und teilweise zum Ausbau des Stabes Oberbefehlshaber Südwest verwendet.
Am selben Tag wurde ein neues Heeresgruppenkommando B aufgestellt, um die Nordsee- und Ärmelkanalküste außerhalb des Reichsgebietes zu sichern. Es arbeitete kurzzeitig in Dänemark und ab Januar 1944 im Bereich zwischen den Niederlanden und der Bretagne. Die dort stationierten Verbände wurden ihm im Mai 1944 auch als Heeresgruppe B unterstellt. Von der alliierten Invasion in der Normandie am 6. Juni 1944 bis zur Aufstellung der Heeresgruppe H in den Niederlanden am 11. November 1944 bildete die Heeresgruppe B den Nordflügel der Westfront, später den Mittelabschnitt. Die Heeresgruppe B führte im Dezember 1944/Januar 1945 die Ardennenoffensive durch. Sie ging im April 1945 im Ruhrkessel unter. Bei dem Vormarsch auf Ratingen trafen am 17. April 1945 die amerikanischen Truppen im Schwarzbachtal auf den Stab der Heeresgruppe B. Dieser ließ sich widerstandslos gefangen nehmen.

## Oberbefehlshaber
- 12. Oktober 1939 Generalfeldmarschall Fedor von Bock
- 15. Juli 1942 Generalfeldmarschall Maximilian Freiherr von Weichs
- 15. Juli 1943 Generalfeldmarschall Erwin Rommel
- 19. Juli 1944 Generalfeldmarschall Günther von Kluge (zugleich OB West)
- 17. August 1944 Generalfeldmarschall Walter Model (bis 5. September 1944 zugleich OB West)

## Chefs des Generalstabes
- 12. Oktober 1939 General der Infanterie Hans von Salmuth
- 20. Mai 1941 Generalmajor Hans von Greiffenberg
- 9. Juli 1942 General der Infanterie Georg von Sodenstern
- 20. Mai 1943 Generalleutnant Alfred Gause
- 15. April 1944 Generalleutnant Hans Speidel
- 5. September 1944 General der Infanterie Hans Krebs
- 16. Februar 1945 Generalmajor Carl Wagener

## Gliederung der Heeresgruppe
Heeresgruppen-Truppen:
- Heeresgruppen-Nachrichten-Regiment 537 (1. Aufstellung)
- Heeresgruppen-Nachrichten-Regiment 605 (2. Aufstellung)

| Datum                           | Unterstellte Großverbände                                                                                                |
| 1. Aufstellung (1939)           | 1. Aufstellung (1939) |
| ------------------------------- | --- |
| November 1939                   | 4. Armee, 6. Armee, 18. Armee                                                                                            |
| Mai 1940                        | 6. Armee, 18. Armee |
| Juni 1940                       | 9. Armee, 6. Armee, 4. Armee, Panzergruppe Kleist                                                                        |
| Juli 1940                       | 7. Armee, 4. Armee |
| August 1940                     | 7. Armee, 4. Armee, 6. Armee                                                                                             |
| September 1940                  | 18. Armee, 4. Armee, 6. Armee                                                                                            |
| Januar 1941                     | 18. Armee, 4. Armee, 17. Armee, Panzergruppe 2, Militärbefehlshaber im Generalgouvernement                               |
| Mai 1941                        | 9. Armee, 4. Armee |
| Weiter siehe Heeresgruppe Mitte | |
| 2. Aufstellung (1942)           | |
| August 1942                     | 2. Armee, 2. Ungarische Armee, 8. Italienische Armee, XXIX. Armeekorps, 6. Armee, 4. Panzerarmee                         |
| September 1942                  | 2. Armee, 2. Ungarische Armee, 8. Italienische Armee, 6. Armee, 4. Panzerarmee                                           |
| Oktober 1942                    | 2. Armee, 2. Ungarische Armee, 8. Italienische Armee, 3. Rumänische Armee, 6. Armee, 4. Panzerarmee, 4. Rumänische Armee |
| Dezember 1942                   | 2. Armee, 2. Ungarische Armee, 8. Italienische Armee                                                                     |
| Januar 1943                     | 2. Armee, 2. Ungarische Armee, 8. Italienische Armee, Armeeabteilung Fretter-Pico                                        |
| Februar 1943                    | 2. Armee, Armeeabteilung Lanz, 8. Italienische Armee, 2. Ungarische Armee                                                |
| März 1943                       | z. Vfg. OKW in Deutschland                                                                                               |
| September 1943                  | LI. Gebirgs-Armeekorps, II. SS-Panzerkorps, LXXXVII. Armeekorps                                                          |
| Dezember 1943                   | z. Vfg. OKW in Dänemark                                                                                                  |
| Mai 1944                        | 7. Armee, 15. Armee, Wehrmachtbefehlshaber Niederlande                                                                   |
| Juni 1944                       | 7. Armee, 15. Armee, Wehrmachtbefehlshaber Niederlande, Panzergruppe West                                                |
| August 1944                     | 1. Armee, 5. Panzerarmee, 7. Armee, 15. Armee, Wehrmachtbefehlshaber Niederlande                                         |
| September 1944                  | 7. Armee, 1. Fallschirm-Armee, 15. Armee                                                                                 |
| November 1944                   | 7. Armee, 5. Panzerarmee, Armeegruppe Student                                                                            |
| Dezember 1944                   | 7. Armee, 5. Panzerarmee                                                                                                 |
| Januar 1945                     | 7. Armee, 5. Panzerarmee, 6. Panzerarmee, 15. Armee                                                                      |
| Februar 1945                    | 7. Armee, 5. Panzerarmee, 15. Armee                                                                                      |
| April 1945                      | 15. Armee, 5. Panzerarmee, Armeeabteilung Lüttwitz                                                                       |

## Bekannte Angehörige der Heeresgruppe B
- Generalleutnant Wilhelm Raithel (1894–1960): von November 1939 bis Mai 1941 als Stabsoffizier